# Andrei Sergeyevich Bubnov

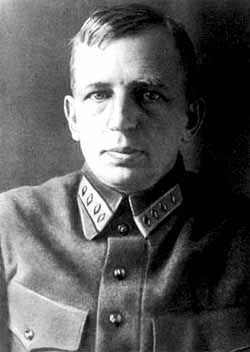
Andrei Sergeyevich Bubnov (1884-1938)

Andrei Sergeyevich Bubnov (tiếng Nga Андрей Сергеевич Бунбнов, sinh ngày 23 tháng 3 năm 1883 tại Ivanovo-Voznesensk, Nga, bị bắn ngày 1 tháng 8 năm 1938), là một nhà cách mạng và chính trị gia Xô viết.
Vào lúc bùng nổ Chiến tranh thế giới thứ nhất, Bubnow tích cực trong phong trào chống chiến tranh. Năm 1916, ông bị bắt và bị trục xuất đến Siberia. Sau cuộc cách mạng tháng hai, ông trở lại Moscow năm 1917. Tại cuộc họp đảng vào tháng 4 năm 1917, ông trở thành một thành viên đại diện của Ủy ban Trung ương Đảng. Tại đại hội của SAPR được bầu vào là một thành viên của Ủy ban Trung ương gồm 21 thành viên.
Trong cuộc Nội chiến Nga, Bubnov gia nhập Hồng quân và chiến đấu trên Mặt trận Ucraina. Sau nội chiến, ông làm việc trong ủy ban Moscow của đảng và trở thành người ủng hộ phe đối lập bên trong đảng.
Bubnow là một trong những người ký tên trong Tuyên bố 46, được công bố vào tháng 10 năm 1923, ủng hộ vị trí của Trotsky trong cuộc tranh chấp nội bộ đảng. Tuy nhiên, vào tháng 1 năm 1924 ông đã từ bỏ ủng hộ Trotsky và chuyển sang ủng hộ Stalin. Ông được bầu làm Trưởng bộ phận chính trị của Hồng quân và được bầu lại vào Ủy ban Trung ương của đảng.
Vào tháng 11 năm 1937 Bubnow bị trục xuất khỏi Ủy ban Trung ương đảng trong thời kỳ Đại thanh trừng, bị bắt và bị bắn vào ngày 1 tháng 8 năm 1938. Sau khi kết thúc thời kỳ Stalin, ông đã được phục hồi danh dự.